# Болеславець (гміна, Болеславецький повіт)
Гміна Болеславець (пол. Gmina Bolesławiec) — сільська гміна у південно-західній Польщі. Належить до Болеславецького повіту Нижньосілезького воєводства.
Станом на 31 грудня 2011 у гміні проживало 13714 осіб.

## Площа
Згідно з даними за 2007 рік площа гміни становила 288.93 км², у тому числі:
- орні землі: 41.00%
- ліси: 40.00%

Таким чином, площа гміни становить 22.17% площі повіту.

## Населення
Станом на 31 грудня 2011:
| Опис     | Загалом | Загалом | Чоловіки | Чоловіки | Жінки | Жінки |
| -------- | ------- | ------- | -------- | -------- | ----- | ----- |
| одиниця  | осіб    | %       | осіб     | %        | осіб  | %     |
| все      | 13714   | 100     | 6824     | 49.76    | 6890  | 50.24 |
| міське   | 0       | 100     | 0        |          | 0     |       |
| сільське | 13714   | 100     | 6824     | 49.76    | 6890  | 50.24 |

## Сусідні гміни
Гміна Болеславець межує з такими гмінами: Болеславець, Ґромадка, Львувек-Шльонський, Новоґродзець, Осечниця, Шпротава, Варта-Болеславецька.